# Over-the-top content
Ve vysílání je jako Over-the-top obsah (OTT) označována distribuce audio nebo video obsahu a dalších médií přes internet, bez možnosti poskytovatele internetového připojení kontrolovat přenášený obsah. Poskytovatel připojení může vědět o obsahu paketů Internetového Protokolu (IP), ale není schopen kontrolovat dodržování autorských práv, ani není odpovědný za další šíření tohoto obsahu. Model fungování se liší od nakupování nebo pronajímání video a audio obsahu od poskytovatele internetového připojení (ISP), jako jsou nejrůznější placené televize, video na vyžádání nebo služby IPTV. Over The Top odkazuje na obsah třetí strany, který je distribuován konečnému uživateli a ISP pouze přepravuje IP pakety.